# 長野市警察
長野市警察（ながのしけいさつ）は、かつて存在した長野県長野市の自治体警察。

## 概要
従来の長野県警察部が解体され、1948年（昭和23年）3月7日に長野市警察署が設置された。翌1949年（昭和24年）5月に「長野市警察歌」が制定された。
1950年（昭和25年）に「特別警ら隊」が設けられ、パトロールが強化された。1954年（昭和29年）4月に周辺の9村を合併し、駐在所を11ヶ所設けた。同年、旧警察法が全面改正される形で新警察法が公布された。これにより国家地方警察と自治体警察が廃止され、新たに都道府県警察として長野県警察が発足。長野市警察も長野県警察に統合され、姿を消した。

## 組織
1948年（昭和23年）時点
- 総務課
- 警務課
- 刑事課
- 警備課
- 防犯課
- 交通課